# Parevania producta
Parevania producta är en stekelart som först beskrevs av Charles Thomas Brues 1933.  Parevania producta ingår i släktet Parevania och familjen hungersteklar. Inga underarter finns listade i Catalogue of Life.